# 北京市档案局

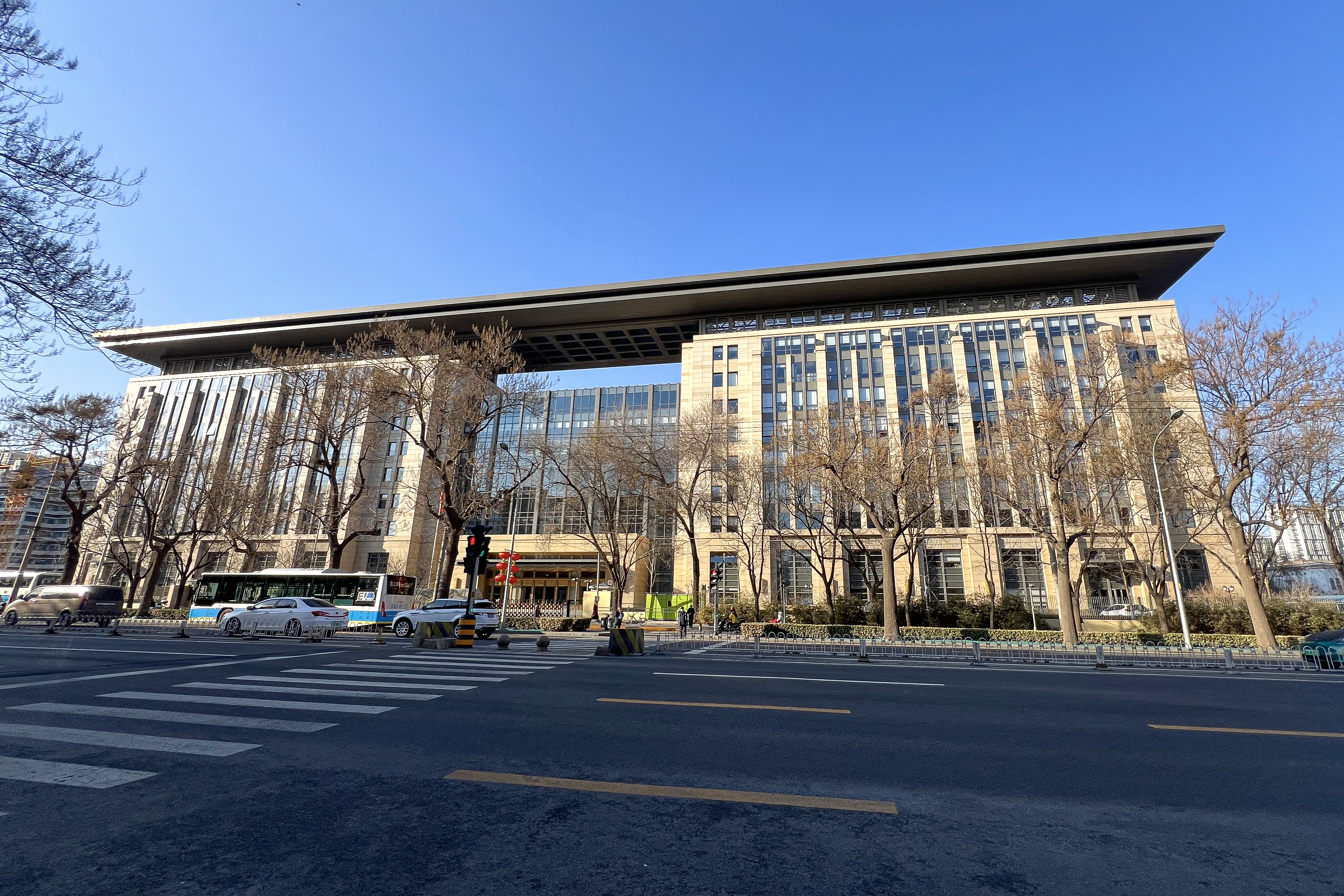
北京市档案馆现址

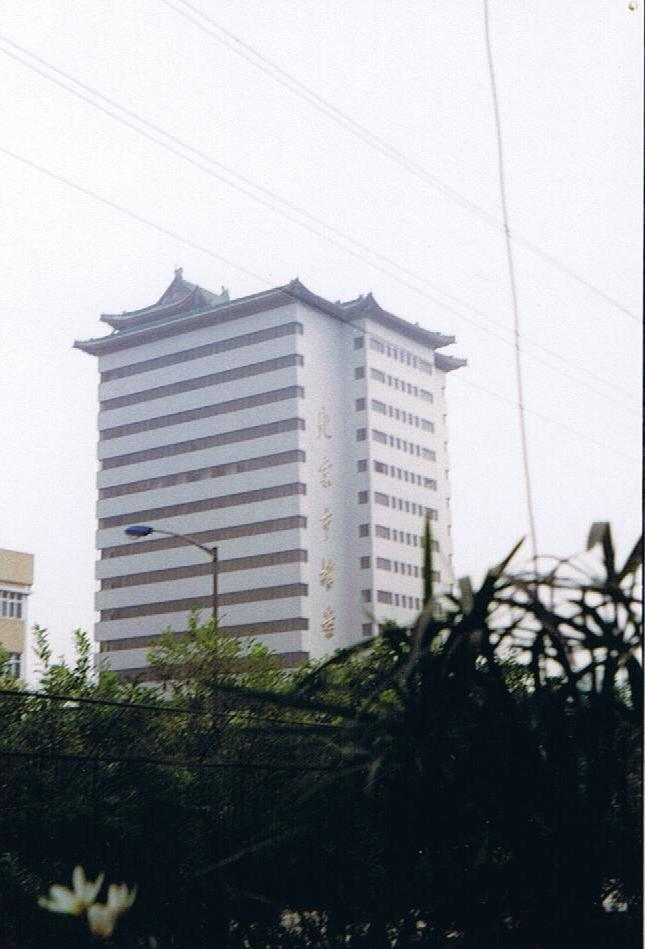
北京市档案馆旧馆

北京市档案局是中国北京市的档案行政管理部门，与北京市档案馆合署办公。其性质是参照公务员法管理的事业单位。

## 北京市档案局
北京市档案局于1959年12月15日正式成立。“北京市档案局是市档案行政管理部门，主管本市档案事业，对本市档案事业实行统筹规划，组织协调，统一制度，监督和指导。”目前，北京市档案局与北京市档案馆合署办公。

## 北京市档案馆
北京市档案馆于1958年4月开馆。建馆初期，馆址多次变动，直到1995年10月北京市档案馆新馆落户丰台区蒲黄榆路42号。
北京市档案馆是国家一级档案馆，负责北京市党政机关、大型国有企业、事业单位具有永久和长期保存价值的档案的收集、保管、利用，并承担北京市人民政府信息公开查阅工作。
位于蒲黄榆路42号的北京市档案馆的建筑面积18300余平方米，地下2层，地上15层。馆藏档案主要是纸质文书档案，此外还有照片、录音、录像、电子档案、实物。最早的档案是明朝嘉靖十二年（1533年）的诰命。中华民国时期的档案占馆藏档案总量的将近一半。
2019年6月9日，位于朝阳区南磨房路31号的北京市档案馆新馆开放，该地块原为北京汽车制造厂厂房所在地。